# Mașina timpului (film din 2002)
Mașina timpului este un film american științifico-fantastic din 2002 care este inspirat de romanul din 1895 cu același nume scris de H. G. Wells și de scenariul din 1960 scris de David Duncan. Producător-executiv a fost Arnold Leibovit. Filmul este regizat de Simon Wells, care este strănepotul lui H. G. Wells. În film interpretează Guy Pearce, Jeremy Irons, Orlando Jones, Samantha Mumba, Mark Addy, Sienna Guillory și Phyllida Lay în cinstea lui Alan Young, care, de asemenea, a apărut în adaptarea filmului din 1960.  
Filmul din 1960 a fost refăcut în 2002, cu Guy Pearce în rolul călătorului, un profesor de inginerie mecanică numit Alexander Hartdegen, Mark Addy în rolul colegului său David Filby, Sienna Guillory în rolul logodnicei bolnave a lui Alex, Emma, Phyllida Law în rolul d-nei Watchit și Jeremy Irons în rolul conducătorului morlocilor. Alan Young, care a jucat în filmul din 1960, are o apariție episodică în rolul unui vânzător (chiar și H.G. Wells se poate spune că are o apariție episodică, sub forma fotografiei de pe peretele casei lui Alex, lângă ușa din față).
Filmul a fost regizat de stră-strănepotul lui Wells, Simon Wells, având o intrigă revizuită și idei de paradox și schimbare a trecutului. Locația se schimbă din Richmond, Surrey, până în centrul New York City, unde călătorul temporal se duce înainte în timp pentru a afla răspunsul la întrebarea sa despre 'Aplicațiile practice ale călătoriei temporale'. Întâi ajunge în New York-ul anului 2030, pentru a fi martor la o catastrofă pe orbita lunii din 2037, înainte de a merge în anul 802.701 pentru acțiunea principală. Ulterior, ajunge pentru scurt timp într-un an 635.427.810 cu nori toxici și resturi ale artefactelor morlocilor.
A primit recenzii amestecate, adunând 56 de milioane de dolari înaintea vânzărilor prin VHS/DVD. Mașina timpului a folosit un design asemănător celui din filmul lui Pal, dar era mai mare, strălucitoare și avea oglinzi rotitoare care amintesc lentilele prismatice pentru focalizarea luminii existente în faruri (în cartea lui Wells, călătorul temporal amintește 'lucrările sale științifice despre optică'). Weena nu apare; Hartdegen se îndrăgostește de o femeie eloi pe nume Mara, jucată de Samantha Mumba. În acest film, eloii folosesc tradiționala "limbă de piatră", identică englezei. Morlocii sunt mult mai barbari și mai agili, iar călătorul temporal influențează în mod direct acțiunea.

## Distribuția
- Guy Pearce este Dr. Alexander Hartdegen, profesor asociat de inginerie și mecanică aplicată la Universitatea Columbia. El este îngrijit de menajera sa, dna. Watchit (Law) și îi dă o mână de ajutor tânărului Einstein.
- Samantha Mumba este Mara, o tânără femeie Eloi care vorbește limba engleză și care-l îngrijește pe Alexander
- Mark Addy este David Philby, bun prieten cu Alexandru și coleg conservator
- Sienna Guillory este Emma, iubita lui Alexander din 1899
- Phyllida Law este Mrs. Watchit, menajera lui Alexander din New York
- Alan Young este lucrător la magazinul de flori
- Orlando Jones este Vox 114, o inteligență artificială holografică care are funcția de bibliotecar la Biblioteca publică a orașului New York în anul 2030 și după aceea, dar care tinde să fie foarte sarcastic.
- Jeremy Irons este Über-Morlock, un membru al clasei conducătoare telepatice al rasei Morlock și principalul antagonist al filmului. Spre deosebire de oricare alt Morlock, el arată ca un om.
- Omero Mumba (fratele mai mic al lui Samantha Mumba) este Kalen, fratele mai mic al lui Mara
- Yancey Arias este Toren
- Laura Kirk este Vânzătorul de flori
- Josh Stamberg este Automobilistul
- John W. Momrow este Vizitiul din Fifth Avenue
- Max Baker este Banditul care o ucide pe Emma
- Jeffrey M. Meyer este Vizitiul din Central Park